# 我要【招架】一切～反誤解的世界最強想成為冒險家～
《我要【招架】一切～反誤解的世界最強想成為冒險家～》是鍋敷著作的輕小說系列，由川口擔綱插畫，2019年10月17日於成為小說家吧開始連載，後來由KRSG改編成漫畫。
2023年11月2日，宣布动画化，由OLM制作，並於2024年7月播出。

## 登場人物

### 主要人物
諾魯／諾爾／諾努（Noor／Noru，聲：濱野大輝）
立志成為一名冒險家，但12歲時卻被判定毫無天賦。但他並沒有放棄自己的夢想，經過深山磨礪，他成長到了能揮舞千劍的地步。事實上，他有著不可思議的能力，但自己沒有意識到，也缺乏一般冒險者常識與知識。目前他在公會註冊的等級最低，每天都在城鎮裡做雜務。
琳涅布魯格·克雷斯（琳）／林涅波爾格·克雷斯／莉恩（Lynneburg Clays／Lynne，聲：前川涼子）
克雷斯王國的第一公主。她在所有能力上都很出色，並以有史以來最高的成績，完成了所有皇家首都培訓學校的學業。她掌握了6種技能。在一次被反對勢力暗殺的危急時刻，被諾魯所救，此後就叫諾魯為「老師」，並敬慕著他。

### 克雷斯王國
伊妮斯·哈涅斯／伊涅斯·赫內斯／伊內絲·哈內斯（Ines Harness／Inesu Harness，聲：森奈奈子）
克雷斯王國的騎士，「戰士軍團」的副團長。自幼就有著特殊的防禦能力（即‘神盾’），無論是進攻還是防守都極為出色，現在活用這份能力擔任著琳的護衛。她出身於孤兒院，被【盾聖】鄧達爾格收養，並教會了她如何使用力量。
克雷斯王（King Clays，聲：山野井仁）
國王，該王國是世界上最古老的迷宮「不歸迷宮」的所在地，也是琳和萊因的父親。他曾經是一名冒險者，與“六聖”一起探索“不歸迷宮”，並在迷宮的最深處發現了“黑劍”。儘管他已經退休，但作為國家最強戰力之一，他察覺到了籠罩國家的不安氣氛，並保持警惕。
萊因·克雷斯／萊因（Rein Clays／Rein，聲：寺島惇太）
克雷斯王國第一王子，琳的哥哥。性格沉著冷靜，作為克雷斯王的輔佐官為王國把舵。有著為了達成目的不擇手段的一面。
西格／希格（Sig，聲：三木真一郎）
守護克雷斯王國的【六聖】之一。他被授予『劍士』（swordsman）最高等級的稱號【劍聖】，同時也是王都『劍士』訓練學校的教官。
鄧達爾格／丹達魯古（Dundarg／，聲：三宅健太）
守護克雷斯王國的【六聖】之一。他被授予『戰士』最高等級的稱號【盾聖】，並在王都的『戰士』訓練學校擔任教官。他是伊妮斯的義父，從孤兒院收養了她，並教會了她如何使用力量。
米安努（Mianne／Miannu，聲：豐口惠）
守護克雷斯王國的【六聖】之一。被授予了‘獵人’最高等級的稱號【弓箭聖】，同時也在王都的‘獵人’訓練學校擔任教官。
卡爾／卡魯（Caroux／，聲：關俊彥）
守護克雷斯王國的【六聖】之一。他被授予『盜賊』最高等級的稱號【隱聖】，並在王都的『盜賊』訓練學校擔任教官。
歐肯（Oaken／Oken，聲：宇垣秀成）
守護克雷斯王國的【六聖】之一。他被授予『魔法師』（Magician）最高等級的稱號【魔聖】，並在王都的『魔法師』訓練學校擔任講師，活超過200歲，微火術創造者（無聊消遣用）。
塞恩／塞因（Sein，聲：羽多野渉）
守護克雷斯王國的【六聖】之一。他被授予『牧師』（僧侶）最高等級的稱號【癒聖】，並在王都的『修道士』訓練學校擔任教官。
吉爾伯特（Gilbert／Girubato，聲：武內駿輔）
王國劍兵團的副團長。被授予【槍聖】稱號。他對戰鬥有著無與倫比的熱愛，常常走遍各地尋找強者。擅長使用槍，是“劍聖”西格的弟子。

### 其他
洛洛（Rolo／Roro，聲：村瀨步）
魔族少年。他是被視為“應當避諱的存在”的滅絕魔族的末代（魔族的後裔），因擁有操縱魔物的能力、能夠窺探別人的內心，而受到全世界的憎恨，並因其種族而成為討伐、鎮壓的對象，在奴隸販子的照顧下度過了一段相當不幸的童年。
【死人】扎杜（聲：坂泰斗）
原S級冒險者，雖然他的能力和成就都配得上S級，但他卻是一個沒有善惡概念，只要是有利可圖的委託都會接。因為他一個人就滅掉了某個小國，之後冒險者公會向他發出了討伐請求，但討伐他的冒險者都全軍覆沒。冒險者公會為了避免過多無謂的犧牲，宣稱他已被討伐成功，而少數知道他還活著的人稱他為「死人」。
戴利達斯三世（聲：上別府仁資）
位於克萊斯王國東方的魔導皇國戴利達斯的皇帝。
藍迪烏斯（聲：神尾晉一郎）
魔導皇國十機眾的成員。

## 出版書籍

### 輕小說
| 卷數 | EARTH STAR Entertainment | EARTH STAR Entertainment |
| 卷數 | 發售日期                 | ISBN                     |
| ---- | ------------------------ | ------------------------ |
| 1    | 2020年9月15日            | ISBN 978-4-803-01452-5   |
| 2    | 2021年3月15日            | ISBN 978-4-803-01502-7   |
| 3    | 2021年8月18日            | ISBN 978-4-803-01551-5   |
| 4    | 2022年2月16日            | ISBN 978-4-803-01615-4   |
| 5    | 2022年6月15日            | ISBN 978-4-803-01654-3   |
| 6    | 2023年6月15日            | ISBN 978-4-803-01800-4   |
| 7    | 2023年11月15日           | ISBN 978-4-803-01865-3   |
| 8    | 2024年5月15日            | ISBN 978-4-803-01948-3   |
| 9    | 2024年11月15日           | ISBN 978-4-803-02033-5   |
| 10   | 2025年5月15日            | ISBN 978-4-803-02125-7   |

### 漫畫
| 卷數 | EARTH STAR Entertainment | EARTH STAR Entertainment | 青文出版社    | 青文出版社            |
| 卷數 | 发售日期                 | ISBN                     | 发售日期      | ISBN                  |
| ---- | ------------------------ | ------------------------ | ------------- | --------------------- |
| 1    | 2021年3月12日            | ISBN 978-4-803-01494-5   | 2024年10月7日 | ISBN 978-626-399539-0 |
| 2    | 2021年11月12日           | ISBN 978-4-803-01574-4   |               |                       |
| 3    | 2023年11月10日           | ISBN 978-4-803-01861-5   |               |                       |
| 4    | 2024年7月12日            | ISBN 978-4-8030-1975-9   |               |                       |
| 5    | 2025年7月11日            | ISBN 978-4-8030-2148-6   |               |                       |

## 電視動畫

### 主題曲
片頭曲AMBITION
主唱：櫻木舞華【】（鈴木杏奈），作詞：Spirit Garden，作曲：岩橋星實（Elements Garden），編曲：竹田祐介（Elements Garden）
片尾曲
主唱：【（山崎玲奈）、櫻木舞華（鈴木杏奈）、真白清美（其原有沙）、HiREN（花耶）、（礒部花凜）、高木凜（鷲見友美Jiena）、（倉知玲鳳）】，作詞：ZAQ，作曲：ogappe，編曲：奈良悠樹

### 各話列表
| 話數 | 日文標題 | 中文標題           | 劇本     | 分鏡                | 演出       | 作畫監督                                                                     | 總作畫監督                       | 首播日期      |
| ---- | -------- | ------------------ | -------- | ------------------- | ---------- | ---------------------------------------------------------------------------- | -------------------------------- | ------------- |
| #1   |          | 我要招架牛         | 村越繁   | 福山大              | 外山草     | 西村廣、菅原美幸、 猪爪多惠、朱世杰、鈴木信一                                | 野間千賀子                       | 2024年 7月5日 |
| #2   |          | 我要招架謝禮       | 村越繁   | 吳珍九              | 吳珍九     | Kim Kyung Ho、 Kim Jong Bum、Lee Kyung Soon                                  | 大橋俊明                         | 7月12日       |
| #3   |          | 我要招架拜師       | 入江信吾 | 中川航              | 植木贵一   | 古池敏也、五十岚俊介、白石悟、 兼子秀敬、安东恒太、刘定福、郑锋              | 野间千贺子、 大桥俊明、 池田裕治 | 7月19日       |
| #4   |          | 我要招架哥布林     | 村越繁   | 川崎逸朗            | 江島泰男   | 西村廣、鈴木信一、 黑澤浩美、Fusion studio                                   | 大桥俊明、 池田裕治              | 7月26日       |
| #5   |          | 我要招架青蛙       | 入江信吾 | 川畑喬              | 谷元麻祐   | 繁田享、黑澤浩美、早川元基、 、朴佳蓮、曹暻柱、崔秀鎭                        | 野间千贺子、 大桥俊明、 池田裕治 | 8月2日        |
| #6   |          | 我要招架劇毒       | 村越繁   | 藤田健太郎          | 藤田健太郎 | 古賀五十六、鈴木信一、 野崎麗子、倉内雄志朗、 李育蓁、金慶鎬、金鐘範、李敬順 | 野间千贺子、 大桥俊明、 池田裕治 | 8月9日        |
| #7   |          | 我要招架死人       | 入江信吾 | 土屋日、 藤田健太郎 | 大張翼     | 袁東、Fusion Studio                                                          | 大橋俊明、 池田裕治              | 8月16日       |
| #8   |          | 我要招架龍         | 米山昴   | 駒宮僅              | 駒宮僅     | 、菅原美幸、野崎麗子、 繁田享、橋本治奈、嶋崎耕平                            | 野間千賀子、 大橋俊明、 池田裕治 | 8月23日       |
| #9   |          | 我要招架大軍       | 村越繁   | 川崎逸朗            | 外山草     | 古池敏也、五十嵐俊介、白石悟                                                 | 野間千賀子、 大橋俊明、 池田裕治 | 8月30日       |
| #10  |          | 我要招架皇帝的威光 | 米山昴   | 川畑喬              | 中川航     | 朴佳蓮、曹暻柱、崔秀鎮、 徐允珠、Fusion Studio                               | 野間千賀子、 大橋俊明、 池田裕治 | 9月6日        |
| #11  |          | 我要招架神之怒     | 入江信吾 | 山中隼人            | 山中隼人   | 西村廣、鈴木信一、山田佳奈莉、 小島繪里、宍户久美子、 金慶鎬、金鐘範、李敬順 | 野間千賀子、 大橋俊明、 池田裕治 | 9月13日       |
| #12  |          | 我要招架一切       | 村越繁   | 福山大              | 福山大     | 龜山朋子、菅原美幸、 黑澤浩美、繁田享、宍戸久美子、 、嶋崎耕平、古賀五十六   | 野間千賀子、 大橋俊明、 池田裕治 | 9月20日       |

### BD
| 卷數 | 發行日期       | 收錄話數       | 規格編號  |
| ---- | -------------- | -------------- | --------- |
| BOX  | 2024年10月30日 | 第1話 - 第12話 | BCXM-1952 |

## 外部連結
- 成為小說家吧（日語）
- Comic Earth Star （页面存档备份，存于）（日語）
- 官方網站 （页面存档备份，存于）（日語）